# Gerardo Elías Cortés
Gerardo Elías Cortés Hermosilla (Concepción, 17 maggio 1988) è un ex calciatore cileno, di ruolo centrocampista.

## Carriera

### Club
Ha giocato nella prima divisione cilena.

### Nazionale
Ha giocato numerose partite con le varie nazionali giovanili cilene, partecipando tra l'altro anche ai Mondiali Under-20 del 2007.